# Ursinae
Los ursinos (Ursinae) son una subfamilia de Ursidae nombrada por Swainson (1835). Fue asignada a Ursidae por Bjork (1970), Hunt (1998) y Jin et al. (2007).

## Clasificación
- Ursidae (familia)[4]
  - Ursinae (subfamilia)
    - Melursus (género)
      - Melursus ursinus (Oso bezudo)
        - Melursus ursinus inornatus
        - Melursus ursinus ursinus

    - Helarctos (género)
      - Helarctos malayanus (Oso malayo)
        - Helarctos malayanus malayanus
        - Helarctos malayanus euryspilus

    - Ursus (género)
      - Ursus americanus (Oso negro americano)
        - Ursus americanus altifrontalis
        - Ursus americanus amblyceps
        - Ursus americanus americanus
        - Ursus americanus californiensis
        - Ursus americanus carlottae
        - Ursus americanus cinnamomum
        - Ursus americanus emmonsii
        - Ursus americanus eremicus
        - Ursus americanus floridanus
        - Ursus americanus hamiltoni
        - Ursus americanus kermodei
        - Ursus americanus luteolus
        - Ursus americanus machetes
        - Ursus americanus perniger
        - Ursus americanus pugnax
        - Ursus americanus vancouveri

      - Ursus arctos (Oso pardo)
        - Ursus arctos arctos
        - Ursus arctos alascensis
        - Ursus arctos beringianus
        - Ursus arctos californicus †
        - Ursus arctos collaris
        - Ursus arctos crowtheri †
        - Ursus arctos dalli †
        - Ursus arctos gobiensis
        - Ursus arctos gyas
        - Ursus arctos horribilis
        - Ursus arctos isabellinus
        - Ursus arctos lasiotus
        - Ursus arctos marsicanus
        - Ursus arctos middendorffi
        - Ursus arctos nelsoni †
        - Ursus arctos piscator †?
        - Ursus arctos pruinosus
        - Ursus arctos pyrenaicus
        - Ursus arctos sitkensis
        - Ursus arctos stikeenensis
        - Ursus arctos syriacus
        - Ursus arctos ungavaesis

      - Ursus maritimus (Oso polar)
      - Ursus thibetanus (Oso negro asiático)
        - Ursus thibetanus formosanus
        - Ursus thibetanus gedrosianus
        - Ursus thibetanus japonica
        - Ursus thibetanus laniger
        - Ursus thibetanus mupinensis
        - Ursus thibetanus thibetanus
        - Ursus thibetanus ussuricus

## Úrsidos prehistóricos
Además de los osos existentes, se han descubierto y clasificado varias especies prehistóricas como parte de Ursidae. No existe una clasificación generalmente aceptada de especies ursidas extintas. Las especies enumeradas aquí se basan en datos de la Base de datos de Paleobiología, a menos que se cite lo contrario. Cuando esté disponible, el período de tiempo aproximado que estuvo la especie se da en millones de años antes del presente (m. a.), también basándonos en datos de la Base de datos de Paleobiología. Todas las especies enumeradas están extintas; donde un género comprende solo especies extintas, se indica con un símbolo de daga Extinto:
Ursavini † (tribu)
- Agriotherium † (género)
  - A. africanum (3.6–2.5 m. a.)
  - A. gregoryi
  - A. inexpectans (12–5.3 m. a.)
  - A. insigne
  - A. schneideri (14–2.5 m. a.)
  - A. sivalensis (5.4–3.6 m. a.)
- Indarctos † (género)
  - I. anthracitis
  - I. arctoides (9.7–8.7 m. a.)
  - I. atticus (8.7–5.3 m. a.)
  - I. nevadensis (11–4.9 m. a.)
  - I. oregonensis (11–4.9 m. a.)
  - I. salmontanus
  - I. vireti
  - I. zdanskyi
- Ursavus † (género)
  - U. brevirhinus (16–9.7 m. a.)
  - U. elmensis (dawn bear) (16–13 m. a.)
  - U. pawniensis (24–5.3 m. a.)
  - U. primaevus (14–9.7 m. a.)

Ursus (género)
- Ursus abstrusus (4.9–3.6 m. a.)
- Ursus arctos priscus -  Subespecie extinta de Ursus arctos[6]
- Ursus arvernensis (3.2–2.5 m. a.)
- Ursus deningeri (0.79–0.12 m. a.)
- Ursus dolinensis[7]
- Ursus dentrificius (2.6–0.12 m. a.)
- Ursus etruscus
- Ursus eogroenlandicus
- Ursus ingressus
- Ursus inopinatus
- Ursus jenaensis
- Ursus labradorensis
- Ursus malayanus (0.13–0.012 m. a.)
- Ursus maritimus tyrannus[8] - Subespecie extinta de Ursus maritimus
- Ursus minimus (4.2–2.5 m. a.)
- Ursus optimus
- Ursus praemalayanus
- Ursus priscus
- Ursus rossicus
- Ursus sackdillingensis
- Ursus savini
- Ursus spelaeus (2.6–0.012 m. a.)
- Ursus spitzbergensis
- Ursus vitabilis